# Wojciech Drabowicz
Wojciech Drabowicz (*24 de marzo de 1966, Poznan, Polonia;† 27 de marzo de 2007, Poznan) fue un barítono polaco de destacada actuación internacional, especialmente en el Festival de Glyndebourne, hasta su desaparición con sólo 41 años.

## Trayectoria
Entre los ocho y dieciocho años cantó con el grupo "Los ruiseñores polacos" en giras por Europa y Suramérica.
Se graduó de la Academia de Poznan en 1990 y debutó como Eugene Onegin de Chaicovski, el papel con él se lo asociará más durante su corta carrera. 
Allí cantará Papageno en Die Zauberflöte, Dr Malatesta en Don Pasquale y Carlos en La forza del destino.
Ganó en 1990 la Belvedere International Competition de Viena en 1990, cantando cinco papeles en el Festival de Glyndebourne entre 1994 y 2004 siendo un regular visitante de las casas de ópera de Bruselas, Fráncfort del Meno, Varsovia, Lyon, Amberes, Bregenz, Sarajevo, Bratislava, Wexford y el Liceo de Barcelona. 
Fue un relevante intérprete de Mozart (Guglielmo, Don Giovanni y el Conde Almaviva de Las bodas de Fígaro) y Rossini y Verdi aunque su ópera favorita era Rey Roger de Karol Szymanowski.
En 1998 fue parte del elenco de Les Trois Soeurs de Peter Eötvös en París, sobre la pieza de Antón Chéjov, ópera con un elenco íntegramente masculina donde las tres hermanas eran cantadas por contratenores.
También cantó Escamillo de Carmen, Mazeppa, Don Giovanni en la producción de Calixto Bieito en Barcelona y Graham Vick en Glyndebourne y con la Opera Nacional Polaca canto Rey Roger en Londres en 2004.
Estaba casado con dos hijos.
Murió en un accidente de auto causado por un ataque al corazón.

## Discografía
- Mozart: Don Giovanni / De Billy-DVD,Liceo
- Penderecki: Symphony No 8 / Wit
- Szymanowski: King Roger / Kaspszyk
- Tchaikovsky: Eugene Onegin / A.Davis-DVD, Glyndebourne